# Milunka Lazarević
Milunka Lazarević, cyr. Милунка Лазаревић (ur. 1 grudnia 1932 w Šantarovacu, zm. 15 grudnia 2018 w Belgradzie) – serbska szachistka, arcymistrzyni od 1976 roku.

## Kariera szachowa
W latach 50. i 60. XX wieku należała do ścisłej światowej czołówki. Po raz pierwszy w turnieju pretendentek wystąpiła w roku 1955 w Moskwie, zajmując VII miejsce. Wzięła również udział w czterech kolejnych turniejach pretendentek, największy sukces osiągając w roku 1964 w Suchumi, gdzie podzieliła wraz z Ałłą Kusznir i Tatianą Zatułowską I miejsce. W dogrywce o awans do meczu z Noną Gaprindaszwili o tytuł mistrzyni świata zajęła II lokatę (za A.Kusznir) i oficjalnie została sklasyfikowana na III miejscu na świecie. W kolejnym cyklu rozgrywek podzieliła wraz z T.Zatułowską II miejsce w turnieju międzystrefowym w Ochrydzie (1971) i ponownie awansowała do bezpośredniej walki o tytuł mistrzyni świata. W I rundzie meczów pretendentek uległa jednak Nanie Aleksandriji, odpadając z dalszych rozgrywek. W turniejach międzystrefowych wystąpiła jeszcze trzykrotnie, jednak nie udało się jej już awansować do meczów pretendentek (najlepszy wynik: VI–VII miejsce w Rio de Janeiro w 1979 roku).
W latach 1963–1984 sześciokrotnie reprezentowała barwy Jugosławii na szachowych olimpiadach (za każdym razem na I szachownicy). W swoim dorobku posiada srebrny medal olimpijski, który zdobyła wraz z drużyną w roku 1963 w Splicie.
Wielokrotnie wystąpiła w finałach mistrzostw Jugosławii, 11 razy zdobywając tytuł mistrzyni tego kraju. Do sukcesów w turniejach międzynarodowych zaliczyć może m.in. II m. w Wenecji (1957, turniej strefowy), I m. w Vrnjackiej Banji (1960, turniej strefowy), II m. w Vrnjackiej Banji (1969), II m. w Wijk aan Zee (1972), I–II m. w Belgradzie (1972), I m. w Emmen (1972) i I m. w Travniku (1978, turniej strefowy). Pomimo podeszłego wieku, wciąż startuje w szachowych turniejach, w roku 2006 podzieliła III miejsce w otwartych mistrzostwach Serbii.